# Turbera

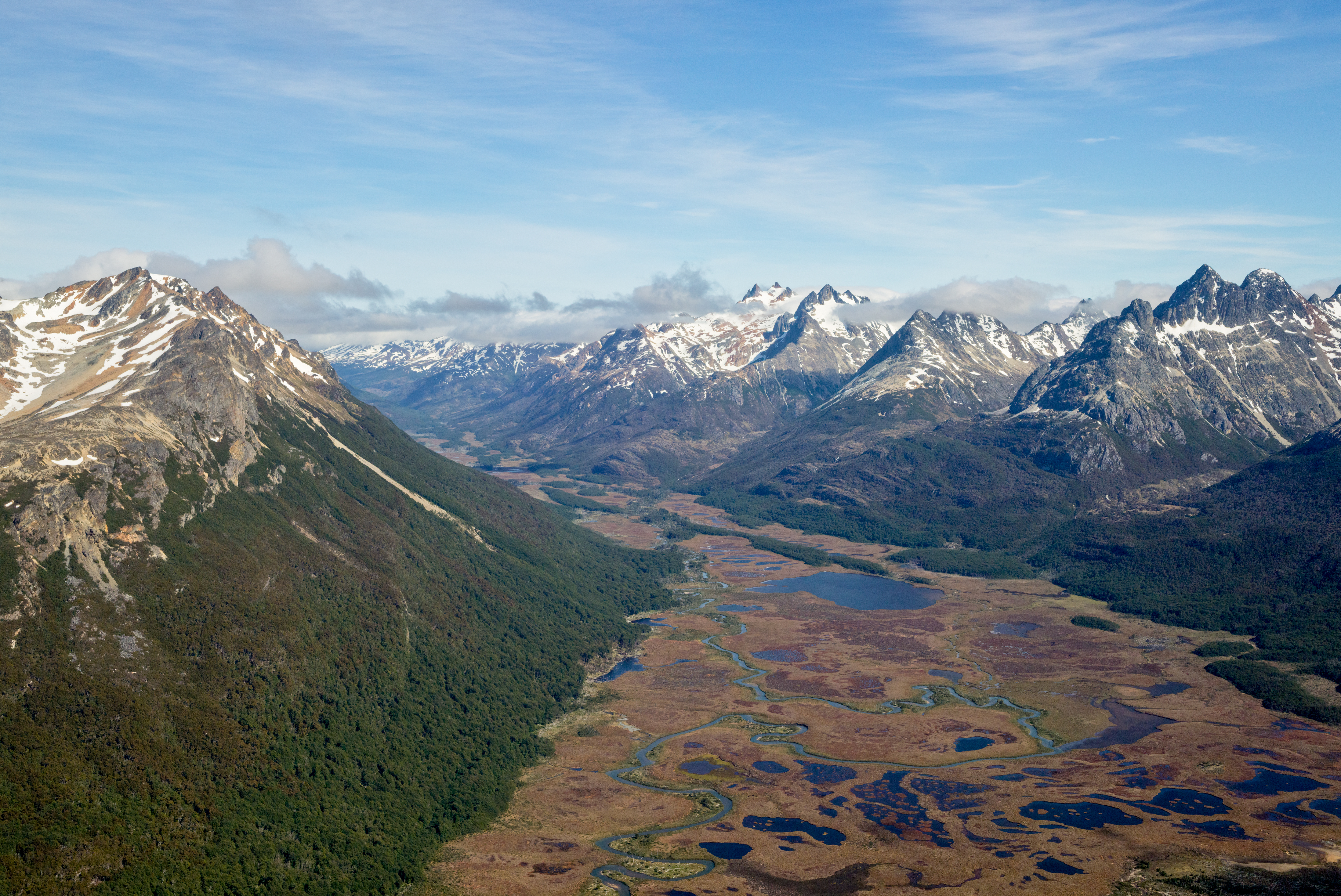
Vista aérea del Valle Carbajal en la provincia de Tierra del Fuego (Argentina), sitio de turberas.

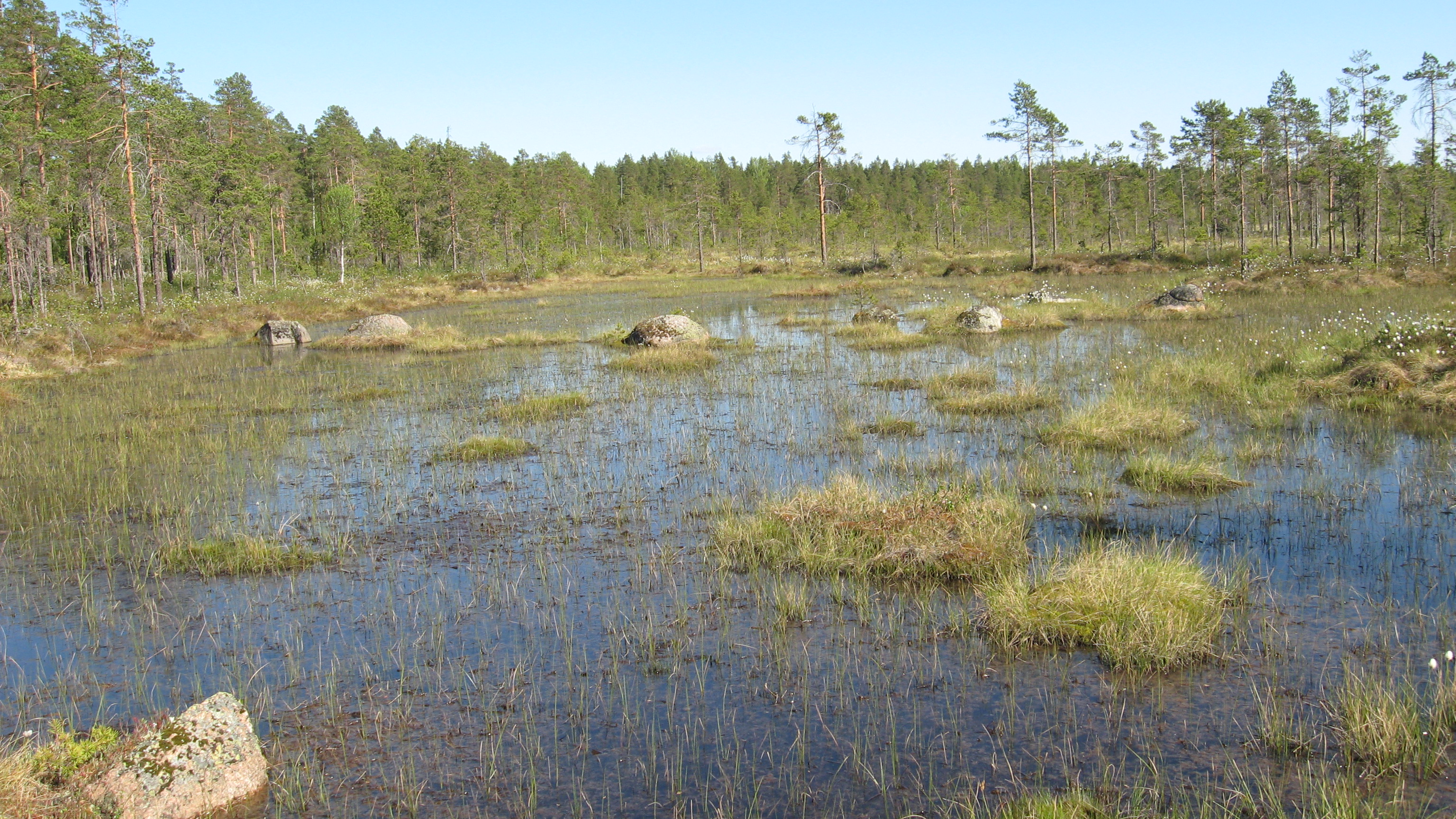
Una turbera en el Parque Nacional de Lauhanvuori, Isojoki, Finlandia

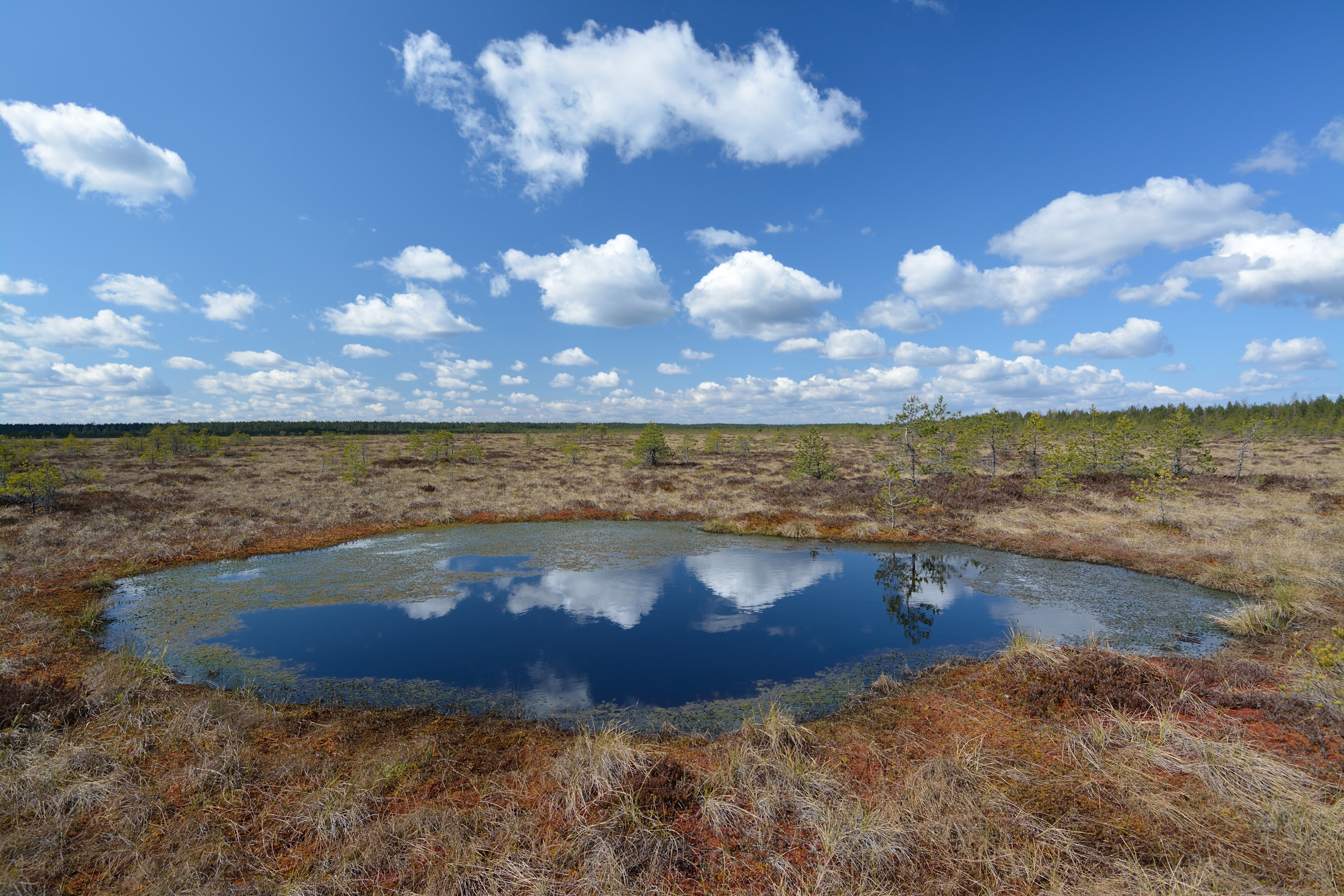
Las precipitaciones se acumulan en muchas turberas, formando charcas, como en la turbera de Koitjärve en Estonia.

Una turbera es un tipo de humedal ácido en el cual se ha acumulado materia orgánica en forma de turba. Las turberas son cuencas lacustres generalmente de origen glaciar que actualmente están repletas de material vegetal más o menos descompuesto y que conocemos como turba de agua dulce.
Las turberas se originan cuando el material orgánico depositado excede al descompuesto en una laguna o pantano. De esta manera la laguna o pantano puede terminar por rellenarse de material orgánico, y partes considerables de la turbera pierden contacto con el agua de las vertientes y el agua subterránea, por lo que pasan a abastecerse principalmente de agua de lluvia, lo que equivale a un régimen ombrotrófico para el ecosistema. Cuando esto ocurre se ven favorecidas especies como los musgos del género Sphagnum, que sobreviven en aguas de pocos nutrientes. La acumulación de turba depende de los siguientes factores: productividad, acidez, especies que habitan el lugar y decaimiento aeróbico anaeróbico.
En las turberas se suelen hallar dos estratos: el acrotelmo, una zona óxica superficial; y el catotelmo, una anóxica debajo del acrotelmo. El nivel de la tabla de agua fluctúa dentro del acrotelmo, por lo que aquí ocurre la mayor parte del decaimiento aeróbico. El catotelmo, en cambio, está permanentemente bajo el nivel freático, y aquí ocurre solo un decaimiento parcial del material orgánico por parte de bacterias anaeróbicas. El decaimiento en el acrotelmo produce principalmente dióxido de carbono (CO2), mientras que en el catotelmo se produce CO2 y metano (CH4), aunque parte del metano decae en CO2 cuando pasa por el acrotelmo.

## Distribución y extensión

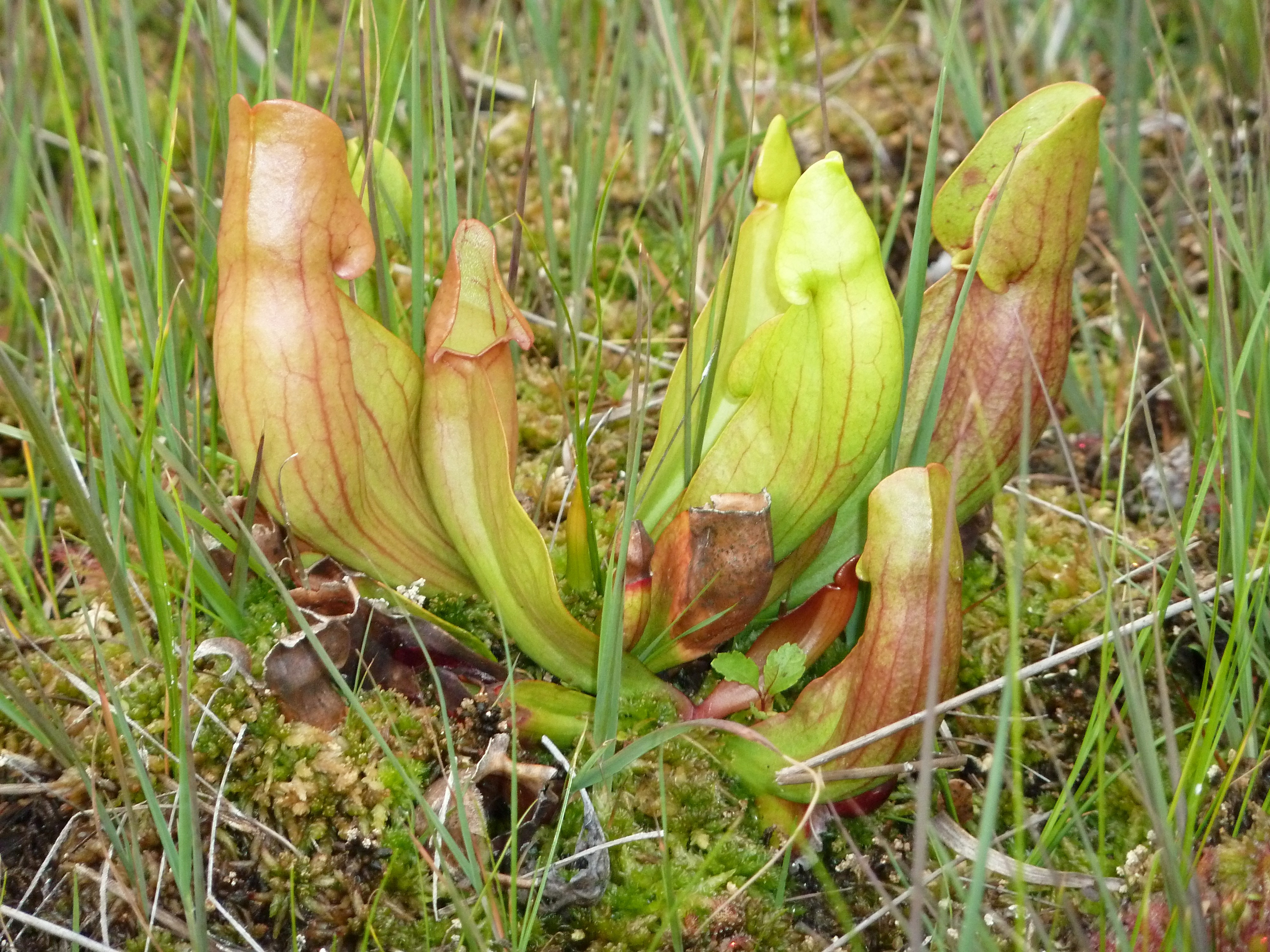
Plantas carnívoras, como la Sarracenia purpurea es una planta de jarra de la costa este de América del Norte, que se encuentran a menudo en pantanos. La captura de insectos proporciona nitrógeno y fósforo, que suelen ser escasos en tales condiciones.

Las turberas están ampliamente distribuidos en climas fríos y templados, principalmente en ecosistemas boreales en el hemisferio norte. El humedal más grande del mundo son las turberas de las tierras bajas occidentales de Siberia en Rusia, que cubren más de un millón de kilómetros cuadrados. Otras grandes turberas también se encuentran en América del Norte, particularmente en las tierras bajas de la bahía de Hudson y en la cuenca del río Mackenzie. Son menos comunes en el hemisferio sur, siendo los más grandes los páramos de Magallanes, que comprenden unos 44.000 kilómetros cuadrados en el sur de América del Sur. Los pantanos de Sphagnum estaban muy extendidos en el norte de Europa pero a menudo se han limpiado y drenado para la agricultura. Un artículo dirigido por Graeme T. Swindles en 2019 mostró que las turberas en toda Europa se han secado rápidamente en los últimos siglos debido a los impactos humanos, incluido el drenaje, el corte y la quema de turba.
Una expedición de 2014 que salió de la aldea de Itanga, República del Congo, descubrió una turbera «tan grande como Inglaterra» que se extiende hasta la vecina República Democrática del Congo.

## Definición
Al igual que ocurre con todos los humedales, es difícil definir de forma rígida las turberas por una serie de razones, entre las que se incluyen las variaciones entre turberas, la naturaleza intermedia de los humedales como ecosistemas intermedios entre terrestres y acuáticos, y las distintas definiciones entre los sistemas de clasificación de humedales. Sin embargo, hay características comunes a todas las turberas que proporcionan una definición amplia:
1. La turba está presente, normalmente con un espesor superior a 30 cm.
2. El humedal recibe la mayor parte del agua y los nutrientes de las precipitaciones (ombrotrófico) en lugar de las aguas superficiales o subterráneas (minerotrófico).
3. El humedal es pobre en nutrientes (oligotrófico).
4. El humedal es fuertemente ácido (las turberas cercanas a zonas costeras pueden ser menos ácidas debido al aerosol marino).

Como todos los pantanos tienen turba, son un tipo de turbera. Como ecosistema productor de turba, también se clasifican como turberas, junto con los marjales. Los pantanos se diferencian de las turberas en que los pantanos reciben agua y nutrientes de aguas superficiales o subterráneas ricas en minerales, mientras que las turberas reciben agua y nutrientes de las precipitaciones. Debido a que los pantanos reciben agua rica en minerales, tienden a ser de ligeramente ácidos a ligeramente básicos, mientras que las turberas son siempre ácidas porque las precipitaciones son pobres en minerales.

## Ecología y protección
.

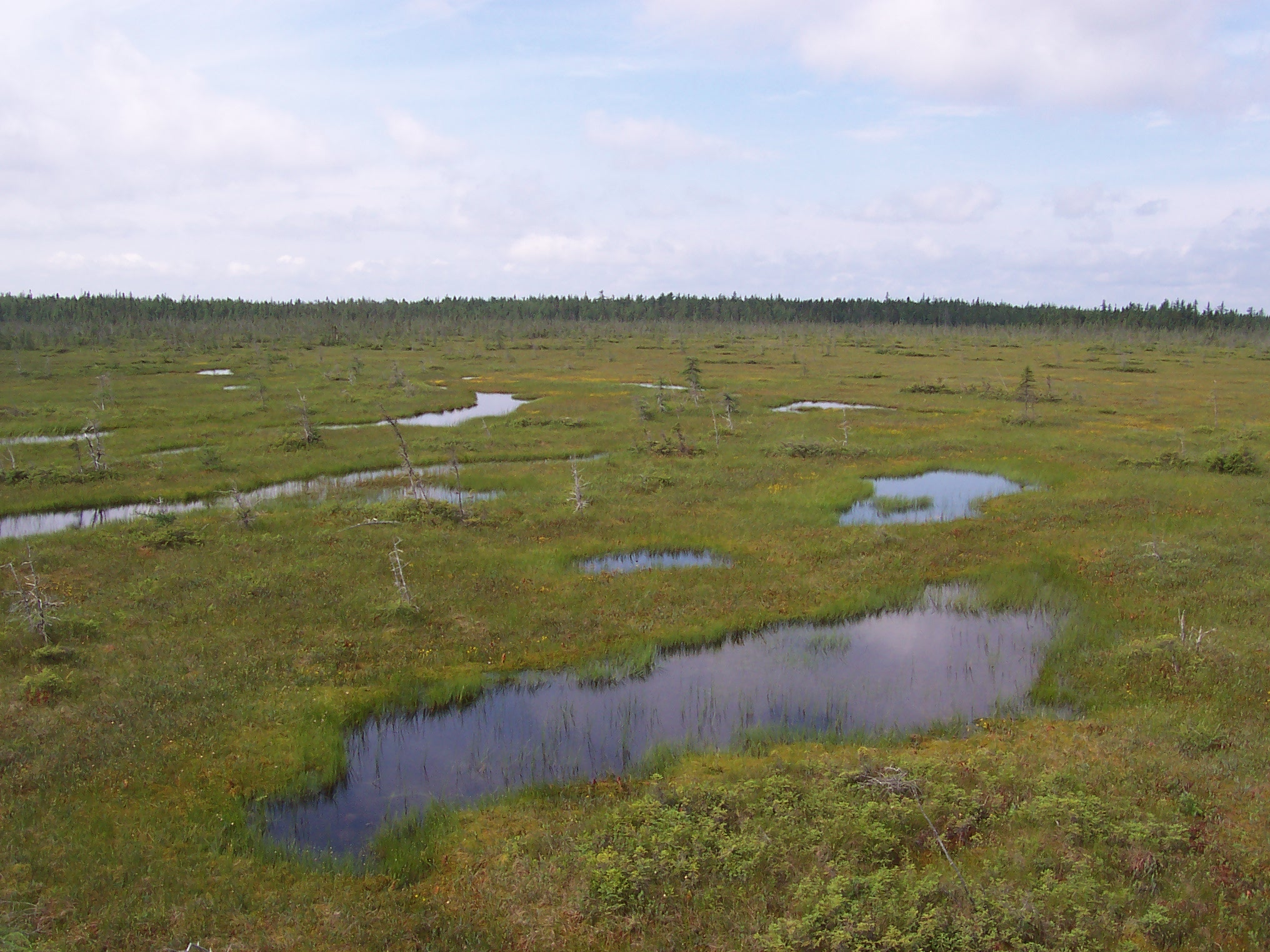
Una extensión de turbera húmeda de Sphagnum en el Parque Nacional de Frontenac, Quebec, Canadá. Se pueden véase abetos en una cresta boscosa al fondo

Hay muchos animales, hongos y plantas muy especializados asociados al hábitat de las turberas. La mayoría son capaces de tolerar la combinación de bajos niveles de nutrientes y anegamiento.: capítulo 3  El musgo sphagnum es generalmente abundante, junto con las ericáceas. Los arbustos son a menudo de hoja perenne, lo que puede ayudar en la conservación de nutrientes. En lugares más secos puede haber árboles de hoja perenne, en cuyo caso la ciénaga se mezcla con las extensiones circundantes de bosque boreal de hoja perenne. Las ciperáceas  son una de las especies herbáceas más comunes. Las plantas carnívoras como la drosera (Drosera) y las plantas de jarra (por ejemplo Sarracenia purpurea) se han adaptado a las condiciones de escasez de nutrientes utilizando invertebrados como fuente de nutrientes. Las orquídeas se han adaptado a estas condiciones mediante el uso de hongos micorrícicos para extraer nutrientes.: 88  Algunos arbustos como Myrica gale (mirto de pantano) tienen nódulos radiculares en los que se produce fijación de nitrógeno, que les proporciona otra fuente suplementaria de nitrógeno.
.

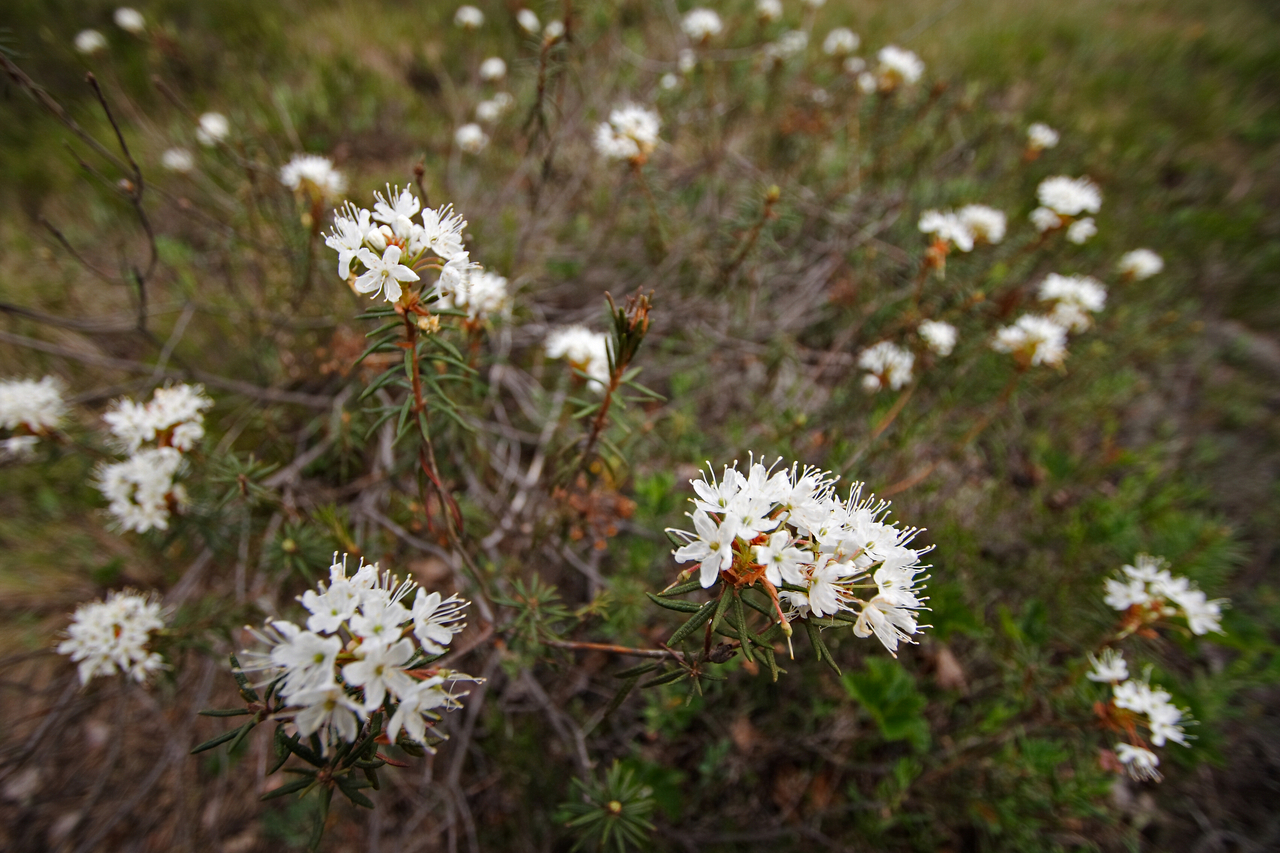
Muchas especies de arbustos de hoja perenne se encuentran en las ciénagas, como Labrador tea

Las turberas están reconocidas como un tipo de hábitat significativo/específico por varios organismos gubernamentales y de conservación. Pueden servir de hábitat a mamíferos como el caribú, el alce o el castor, así como a especies de aves playeras nidificantes como la grulla siberiana y la pata amarilla. Los pantanos contienen especies de reptiles vulnerables, como la tortuga de pantano. Las turberas tienen incluso insectos característicos; las turberas inglesas dan cobijo a una mosca amarilla llamada mosca canaria peluda (Phaonia jaroschewskii), y las turberas de Norteamérica son el hábitat de una mariposa llamada cobriza de las turberas (Lycaena epixanthe). En Irlanda la lagartija vivípara, el único reptil conocido del país, habita en las turberas.
El Reino Unido, en su Plan de Acción para la Biodiversidad, establece los hábitats de turbera como una prioridad para la conservación. Rusia cuenta con un amplio sistema de reservas en la llanura de Siberia Occidental. El estatus de protección más alto se da en Zapovedniks (IUCN categoría IV); Gydansky y Yugansky son dos ejemplos destacados.
Las turberas son ecosistemas frágiles que se han ido deteriorando rápidamente, como han descubierto recientemente arqueólogos y científicos. El material óseo hallado en las ciénagas ha sufrido un deterioro acelerado desde los primeros análisis en la década de 1940. Se ha descubierto que esto se debe a las fluctuaciones del agua subterránea y al aumento de la acidez en las zonas bajas de las turberas que está afectando a la rica materia orgánica. Muchas de estas zonas se han impregnado de oxígeno hasta los niveles más bajos, lo que reseca y agrieta las capas. Ha habido algunas soluciones temporales para intentar arreglar estos problemas, como añadir tierra a la parte superior de las zonas amenazadas, pero no funcionan a largo plazo. Las condiciones climáticas extremas, como los veranos secos, son probablemente la causa, ya que reducen las precipitaciones y el nivel freático. Se especula que estos problemas aumentarán con el aumento de la temperatura global y el cambio climático. Dado que las turberas tardan miles de años en formarse y crear la rica turba que se utiliza como recurso, una vez que desaparecen son extremadamente difíciles de recuperar. Las zonas árticas y subárticas, donde abundan las turberas, se están calentando a un ritmo de 0,6 °C por década, el doble de la media mundial. Dado que las turberas son sumideros de carbono, liberan grandes cantidades de gases de efecto invernadero a medida que se calientan. Estos cambios han provocado un grave declive de la biodiversidad y de las poblaciones de especies de las turberas de todo el norte de Europa.

## Funciones ambientales de las turberas
Las turberas son ecosistemas que cumplen valiosas funciones ambientales las cuales, frecuentemente, no son suficientemente divulgadas.

### Regulación del cambio climático
Se produce a través de la regulación del ciclo de carbono. En las turberas de todo el mundo se encuentran grandes depósitos de carbono. El carbono almacenado en las turberas del mundo representa el 30% del total disponible en el subsuelo continental, duplica la biomasa forestal mundial y se aproxima al total de la biomasa terrestre. Es equivalente también al 75% del carbono atmosférico. La mayoría de las turberas del mundo han acumulado turba a lo largo del Holoceno. Este proceso es constante en las turberas activas, que pueden acumular hasta 1 mm de turba por año, lo que implica la captación de carbono atmosférico, proceso opuesto al de emisiones de gases de efecto invernadero. 

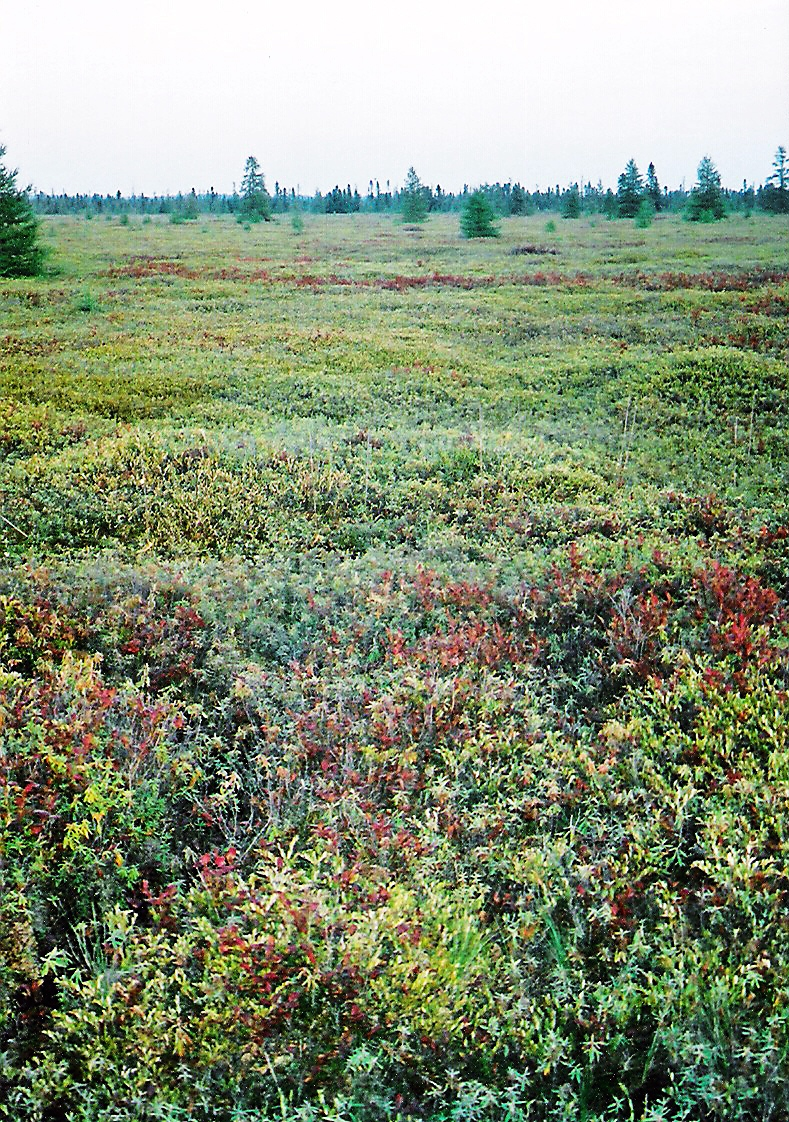
Turbera en Canadá.

### Regulación hidrológica
Las turberas tienen gran capacidad para acumular agua en su interior, en lagunas interiores y en el microrrelieve. Tienen la capacidad de retener agua cuando hay excesos de precipitación y transferirla lentamente a los sistemas de drenaje, mitigando las crecidas y aportando agua en épocas de déficit hídrico.

### Regulación de la calidad del agua y de los procesos erosivos
Las turberas, como otros humedales, tienen la capacidad de retener metales pesados y otros elementos tóxicos, por lo que mejoran la calidad del agua. Controlan la erosión en virtud de que presentan una cobertura vegetal resistente a los procesos erosivos y reducen así la concentración de sedimentos en suspensión en las vías fluviales.

### Hábitat ecológico y biodiversidad
Existen muchas especies vegetales que solo se desarrollan en este tipo de ambientes, en tanto que la avifauna es variada y frecuente en ellas, ya que brindan condiciones especiales para la reproducción.

## Amenazas

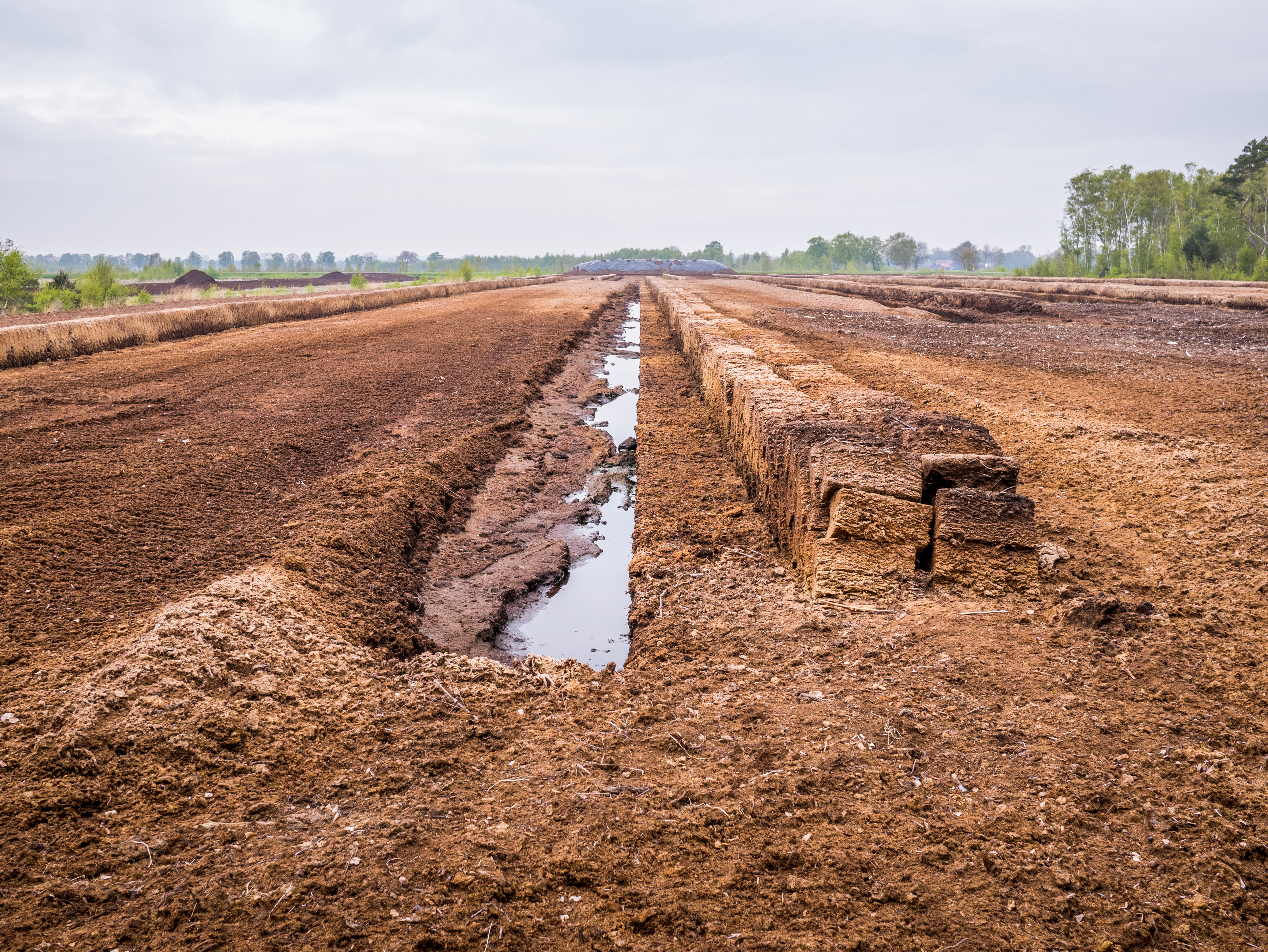
Extracción de turba en una turbera

Si bien las turberas se han adaptado a los cambios de clima ocurridos durante más de 10 000 años, son en extremo sensibles a los efectos de la actividad humana. El drenaje mediante la construcción de zanjas es una modalidad eficaz para la degradación de estos humedales y acelerar la descomposición de la materia orgánica.  La depresión del nivel freático deja en condiciones de permanente oxigenación estratos en los que naturalmente no había presencia de bacterias aeróbicas. En una etapa posterior el proceso se acelera por la invasión de plantas arbustivas que encuentran mayores posibilidades de desarrollo para sus raíces. Estas favorecen el ingreso de oxígeno y de agua de percolación hacia los niveles inferiores. Progresivamente el humedal deja de serlo y se transforma en otro tipo de ecosistema
Estos drenajes se utilizan para cambiar el uso de la tierra, ya sea para agricultura, ganadería o forestación, en este caso afectando a grandes extensiones. 
El uso extractivo de turba para elaborar sustratos para jardinería y almácigos es igualmente destructivo y de carácter no sustentable.
Otro uso de las turberas es para fabricar briquetas que son utilizadas como combustible lo que involucra la extracción de grandes volúmenes de turba y la degradación de importantes extensiones.